# Stefan Rinke
Pour les articles homonymes, voir Rinke.
Stefan Rinke, né le 31 décembre 1965 à Helmstedt, est un historien allemand. Depuis 2005, il est professeur d’histoire de l'Amérique latine à l'Institut d'Amérique Latine et à l'Institut Friedrich-Meinecke de l'Université libre de Berlin.

## Biographie
Après un baccalauréat au lycée Julianum de Helmstedt en 1984, Stefan Rinke étudie l'histoire et la philologie américaine à Bamberg, où il obtient son diplôme en 1990, ainsi qu'à l'Université d'État de Bowling Green dans l'Ohio, où il obtient un Master of Arts en 1989.
De 1991 à 1993, la Fondation Friedrich-Ebert finance sa thèse de doctorat sur les relations entre l'Amérique latine et la République de Weimar dans une perspective transnationale, qu'il soutient à l'Université catholique d'Eichstätt sous la direction de Hans-Joachim König. Cette thèse est publiée en 1996 en tant que premier numéro de la série Histoamericana créée par König et Rinke.
De 1998 à 1999, il exerce la charge de Visiting Assistant Professor for the Comparative History of the Americas and Europe à la Tufts University. Devenu assistant de recherche à l'université d'Eichstätt, il y reçoit l'habilitation avec une thèse sur l'américanisation et les transformations socioculturelles au Chili.
Il obtient en 2005 la chaire d'histoire de l'Amérique latine à l'Université libre de Berlin.
Depuis 2021, la série Historamericana est publiée par la Wissenschaftliche Buchgesellschaft (Darmstadt).
Ses recherches postdoctorales financées par la Fondation allemande pour la recherche le mènent à Santiago et à Washington D.C.

## Recherche
Stefan Rinke mène ses recherches sur l'Amérique latine essentiellement dans une perspective transrégionale et d'histoire globale. Les points forts de ses recherches sont la mondialisation culturelle, l'américanisation, la culture populaire, les révolutions, la conscience historique et les phénomènes de mémoire, l'histoire des savoirs, les relations interaméricaines, ainsi que les questions de temporalité et d'avenir. Ses travaux couvrent les temps coloniaux (Colomb, conquête du Mexique, identités créoles), le temps des indépendances (révolutions atlantiques, pensées progressistes), le XIXe siècle (formation d'États et de dictatures, États-Unis et Amérique latine), le XXe siècle (Première Guerre mondiale, football, aéronautique), ainsi que l'époque actuelle (mémoire et conflits en Colombie et au Chili, Colonie Dignidad).

## Activités internationales
Stefan Rinke a été professeur invité et Research Fellow dans des universités de renom, entre autres El Colegio de México et la Pontificia Universidad Católica du Chili.
De 2009 à 2018, il est porte-parole du premier Graduate School germano-latino-américain (IGK 1531 « Zwischen Räumen - Entre Espacios »), qui rassemble chercheurs allemands et mexicains autour d'un projet de recherche interdisciplinaire sur la mondialisation dans le passé et le présent. Au sein du projet, il agit de 2010 à 2017 en tant que porte-parole pour le centre de recherche collaboratif no 700 « Governance in Areas of Limited Statehood ».
Il organise en 2014 le congrès des historiens européens spécialistes de l'Amérique latine à la Freie Universität et de 2014 à 2017 il est président de l’Asociación de Historiadores Latinoamericanistas Europeos (AHILA).
Depuis 2019, Stefan Rinke est porte-parole de la Graduate school « Temporalities of Future in Latin America: Dynamics of Aspiration and Anticipation », une coopération germano-mexicaine consacrée à l'étude des temporalités dans le futur au sein des sciences humaines et sociales. De 2019 à 2022, il a également dirigé le projet d'histoire orale sur la Colonie Dignidad au Chili (CDOH), financé par le ministère des Affaires étrangères à la demande du Bundestag allemand.
Dans le projet Gumelab, financé par le ministère fédéral allemand de l'éducation et de la recherche, Rinke et son équipe étudient les effets des telenovelas et des séries en Amérique latine sur l'attitude politique et la conscience historique des spectateurs et spectatrices. Depuis 2023, il dirige également le projet Selbstzeugnisse von Juden nach der Rückkehr aus Lateinamerika nach Berlin (1945/49-1970) (Témoignages de Juifs après leur retour d'Amérique latine à Berlin), financé par la fondation Einstein de Berlin.
Stefan Rinke est l'hôte de nombreux boursiers et chercheurs du monde entier. Il a nommé avec succès les historiens Hilda Sabato (2011), Irina Podgorny (2013), Raanan Rein (2016), Max Paul Friedmann (2018), Ricardo Pérez Montfort (2020), Lilia Moritz Schwarcz (2021) et Diego Armus (2023) pour des prix de la Fondation Alexander-von-Humboldt.
Rinke a supervisé de nombreuses promotions récompensées par des prix. Ses étudiants ont aujourd’hui des professorats en Argentine, au Brésil, au Chili, au Costa Rica, en Colombie, au Danemark, au Mexique, aux Pays-Bas, au Pérou et en Suisse. Jusqu'à présent[évasif], son département a réalisé avec succès une habilitation ainsi que de nombreux projets postdoctoraux de scientifiques allemands et étrangers.
Stefan Rinke est membre du conseil consultatif de l'Institut allemand d’histoire de Washington DC. et Berkeley, du Centro Maria Sibylla Merian de Estudios Avanzados (CALAS) à Guadalajara (Mexique) tout comme de la Fondation Einstein de Berlin. Il est également membre du comité éditorial de revues scientifiques internationales et il prête régulièrement son expertise à des éditeurs académiques, des revues et des organisations scientifiques sur différents continents.

## Prix et récompenses
Pour son doctorat d'État, Stefan Rinke a obtenu en 2003 le prix de la Eichstätter Universitätsgesellschaft. Pour les années 2013-2015, un Research Fellowship de la Einstein-Stiftung Berlin lui est accordé. En 2017, il est honoré pour l'ensemble de son œuvre du Premio Alzate de l'Académie des Sciences mexicaine et du Consejo Nacional de Ciencia y Tecnología. L'année suivante, il devient docteur honoris causa de l'Universidad Nacional de San Martin de Buenos Aires. En 2019, la Dahlem Research School lui décerne l'Award for Excellent Doctoral Supervision. L'Academia Mexicana de la Historia et l'Academia Nacional de Historia équatorienne ont fait de Stefan Rinke un de leurs correspondants. Rinke a été honorée en tant que scout de talent dans le cadre du Henriette Herz Scouting Program de la Fondation Alexander von Humboldt en 2020.

## Publications (sélection)

### Monographies
- Conquistadoren und Azteken. Cortés und die Eroberung Mexikos, C. H. Beck, Munich, 2019,  (ISBN 978-3-406-73399-4).
  - Anglais : Conquistadors and Aztecs: A History of the Fall of Tenochtitlan, Oxford University Press, 2023.  (ISBN 9780197552469).
  - Espagnol : Conquistadores y aztecas. Cortés y la conquista de México, Edaf, 2021.  (ISBN 978-84-414-4076-0).
- avec Walther L. Bernecker (de), Mariano Delgado, Friedrich Edelmayer, Nikolas Jaspert et Ursula Prutsch, Weltreich Spanien: Das Goldene Zeitalter, Wissenschaftliche Buchgesellschaft, Darmstadt, 2019  (ISBN 978-3-8062-4020-7).
- Lateinamerika, Theiss, Darmstadt, 2015  (ISBN 978-3-8062-2601-0).
- Im Sog der Katastrophe. Lateinamerika und der Erste Weltkrieg, Campus, Frankfort-sur-le Main, 2015  (ISBN 978-3-593-50269-4).
  - Anglais : Latin America and the First World War, Cambridge University Press, 2017  (ISBN 978-1-107-56606-4).
  - Espagnol : América Latina y la primera Guerra Mundial. Una historia global, FCE, Mexique, 2019  (ISBN 978-6-071-66553-9).
- Kolumbus und der Tag von Guanahani 1492. Ein Wendepunkt der Geschichte, Theiss, Stuttgart, 2013  (ISBN 978-3-8062-2731-4).
- avec Frederik Schulze, Kleine Geschichte Brasiliens, Beck, Munich, 2013  (ISBN 978-3-406-64441-2).
- Lateinamerika und die USA. Eine Geschichte zwischen Räumen – von der Kolonialzeit bis heute (= Geschichte Kompakt), Wissenschaftliche Buchgesellschaft, Darmstadt, 2012  (ISBN 978-3-534-24551-2).
  - Espagnol : América Latina y Estados Unidos. Una historia entre espacios desde la época colonial hasta hoy, Marcial Pons/El Colegio de México, Madrid/Mexico, 2015  (ISBN 978-84-15963-19-6).
  - Portugais : América Latina e Estados Unidos. Uma história entre espaços - do período colonial aos dias atuais, Autografía/EDUPE, Rio de Janeiro, 2015.
- Revolutionen in Lateinamerika. Wege in die Unabhängigkeit, 1760–1830, Beck, Munich, 2010  (ISBN 978-3-406-60142-2).
  - Espagnol : Las revoluciones en América Latina: Las vías a la independencia, 1760–1830, El Colegio de México, 2011  (ISBN 978-607-462-299-7).
- Geschichte Lateinamerikas. Von den frühesten Kulturen bis zur Gegenwart. Beck-Wissen, Beck, Munich, 2010  (ISBN 978-3-406-60693-9).
  - Turc : Latin Amerika Tarihi: İlk Uygarlıklardan Bugüne, Runik Kitap, Istanbul, 2021.  (ISBN 978-6-257-75770-6).
  - Portugais : História de América Latina: Das Culturas Pre-Colombianas até o Presente, ediPUCRS, Porto Alegre, 2012  (ISBN 978-85-397-0204-6).
  - Espagnol : Historia de Latinoamérica. Desde las primeras culturas hasta el presente, El Colegio de México, 2016.
- Kleine Geschichte Chiles, Beck, Munich, 2007  (ISBN 978-3-406-54804-8).
- Begegnungen mit dem Yankee: Nordamerikanisierung und soziokultureller Wandel in Chile, 1898–1990 (= Lateinamerikanische Forschungen, vol. 32), Böhlau, Cologne, 2004  (ISBN 3-412-06804-7).
  - Espagnol : Encuentros con el yanqui: norteamericanización y cambio sociocultural en Chile 1898–1990, DIBAM, Santiago du Chili, 2013  (ISBN 978-956-244-071-4).
- Cultura de masas, reforma y nacionalismo en Chile, 1910–1931, Universidad Católica/Centro de Investigaciones Diego Barros Arana, Valparaiso, 2002  (ISBN 956-244-151-2).
- Der letzte freie Kontinent. Deutsche Lateinamerikapolitik im Zeichen transnationaler Beziehungen, 1918–1933 2, Teilbände. Heinz, Stuttgart, 1996  (ISBN 3-88099-670-9).
- Zwischen Weltpolitik und Monroe Doktrin: Botschafter Speck von Sternburg und die deutsch-amerikanischen Beziehungen, 1898–1908 (= Deutsch-Amerikanische Studien, vol. 11), Heinz, Stuttgart, 1992  (ISBN 3-88099-629-6).

### Éditions
- avec Philipp Kandler et Dorothee Wein, Colonia Dignidad: Neue Debatten und interdisziplinäre Perspektiven, Francfort a.M./New York: Campus, 2023.
- avec Karina Kriegesmann, Aufbrüche und Umbrüche: 50 Jahre Lateinamerika Institut der Freien Universität Berlin, Berlin: Freie Universität, 2022[9].
- avec Carlos Riojas, Repensar el Mundo: Reflexiones y representaciones globales (siglos XV–XX), Darmstadt: Wissenschaftliche Buchgesellschaft, 2022.
- avec Carlos Riojas, América Latina y la historia global: Repensar el mundo, Mexico/Buenos Aires: Siglo XXI, 2022.
- avec Carlos Alba Vega et Marianne Braig, La violencia en América Latina entre espacios temporales del pasado y del futuro, Berlin: Tranvía, 2022.
- avec Nelson Chacón, Recopilación de fuentes para la historia Mapuche, siglos XVII, XVIII y XIX: edición y comentarios, Darmstadt: Wissenschaftliche Buchgesellschaft, 2021  (ISBN 978-3-534-30000-6).
- avec Federico Navarrete et Nino Vallen, Der Codex Mendoza: Das Meisterwerk aztekisch-spanischer Buchkultur, wbg Edition: Darmstadt, 2021  (ISBN 978-3-534-27355-3).
- avec Christian Cwik et Hans-Joachim König, Diktaturen in Lateinamerika im Zeitalter des Kalten Krieges, Stuttgart: Heinz, 2020  (ISBN 978-3-88099-669-4).
- avec Raanan Rein et David M.K. Sheinin, Migrants, Refugees, and Asylum Seekers in Latin America, Jewish Latin America, vol. 12, Leiden: Brill, 2020  (ISBN 978-90-04-43224-6).
- avec Nikolaus Böttcher et Nino Vallen, Distributive Struggle and the Self in the Early Modern World, Stuttgart: Heinz, 2019.
- avec Michael Wildt (de), Revolutions and Counter-Revolutions: 1917 and its Aftermath from a Global Perspective,(Francfort: Campus, 2017.
- avec Carlos Riojas, Historia global: perspectivas y tensiones, Stuttgart: Heinz, 2017.
- avec Raanan Rein et Nadia Zysman, The New Ethnic Studies in Latin America, Leiden: Brill, 2017.
- avec Mónika Contreras Saiz et Tajana Louis, Memoria y conflicto - memorias en conflicto: intercambios metódicos y teóricos de experiencias locales latinoamericanas, Stuttgart: Heinz, 2016.
- avec Ingrid Kummels, Claudia Rauhut et Birte Timm, Transatlantic Caribbean: Dialogues of People, Practice, Ideas, Bielefeld: Transcript, 2014.
- avec Delia González de Reufels (de), Expert Knowledge in Latin American History: Local, Transnational, and Global Perspectives, Stuttgart: Heinz, 2014.
- avec Mónika Contreras Saiz et Lasse Hölck, Gobernanza y seguridad: la conquista republicana de las fronteras latinoamericanas en el siglo XIX, Stuttgart: Heinz, 2014.
- avec Diego Armus, Del football al fútbol/futebol: Historias argentinas, brasileras y uruguayas en el siglo XX, Francfort a. M./Madrid: Vervuert, 2014.
- avec Kay Schiller, The FIFA World Cup 1930–2010: Politics, Commerce, Spectacle and Identities, Göttingen: Wallstein, 2014.
- avec Carlos Alba et Marianne Braig (de), Latin America and Asia – Relations in the context of Globalization from Colonial Times to the Present, América Latina y Asia – relaciones en el contexto de la globalización de la época colonia hasta el presente, Stuttgart: Heinz, 2014.
- avec Christina Peters, Global Play: Football Between Region, Nation, and the World in Latin American, African, and European History, Stuttgart: Heinz, 2014.
- avec Georg Fischer, Christina Peters et Frederik Schulze, Brasilien in der Welt: Region, Nation und Globalisierung, 1870–1945, Francfort a. M.: Campus 2013.
- avec Carlos Alba, Marianne Braig (de) et Guillermo Zermeño, Entre Espacios: Movimientos, actores y representaciones de la globalización, Berlin: Tranvía, 2013.
- avec Hans-Peter Hinz et Frederik Schulze, Bicentenario: 200 Jahre Unabhängigkeit in Lateinamerika. Geschichte zwischen Erinnerung und Zukunft, Stuttgart-Berlin: Heinz-Deutsches Historisches Museum, 2011.
- avec Inga Luther, Nina Elsemann et Franka Bindernagel, Erinnerung schreibt Geschichte: Lateinamerika und Europa im Kontext transnationaler Verflechtungen, Stuttgart: Heinz, 2011.
- avec Helmut Bley, Hans-Joachim König (de) et Kirsten Rüther (de), Enzyklopädie der Neuzeit (de), 16 vol., Metzler, Stuttgart 2005–2012  (ISBN 978-3-476-01935-6).
- avec Hans-Joachim König (de), Historamericana, Heinz, Stuttgart, 2021 Darmstadt, Wissenschaftliche Buchgesellschaft[10].